# Harald Tondern
Harald Tondern (* 29. Juni 1941 in Kupfermühle, Schleswig-Holstein) ist ein deutscher Jugendbuchautor und Übersetzer.

## Leben
Tondern veröffentlichte schon während seiner Schulzeit erste Kurzgeschichten. Sein Abitur legte er in Itzehoe ab. Er studierte in Hamburg, Paris und Göttingen, zunächst Literaturwissenschaft, dann Volkswirtschaft. Heute lebt er als freier Autor und Schreibcoach in Hamburg und an der Nordsee. Neben Geschichten in Zeitschriften und Anthologien verfasste Tondern zahlreiche Romane und Hörspiele. In den 1960er Jahren verfasste er drei Romane unter dem Pseudonym Garret Shaver jr. für die im Erich Pabel Verlag, Rastatt, erscheinende Science-Fiction-Heftreihe „Utopia Zukunftsroman“.
Tondern ist stark engagiert in der Lese- und Schreibförderung. Seine Lese- und Workshopreisen führten ihn bis nach Indien und Südafrika. Tondern ist ehrenamtlicher Geschäftsführer des Friedrich-Bödecker-Kreises in Hamburg e.V. Zu den meisten seiner Kinder- und Jugendromane gibt es Lehrerhefte von der Hamburger Literaturdidaktikerin Ingrid Röbbelen.

## Werke
als Garret Shaver jr.
- Schiff im Magnetsturm, (Utopia Zukunftsroman 555), 1967
- Notruf von Beta-12, (Utopia Zukunftsroman 567), 1968
- Die roten Herrscher, (Utopia Zukunftsroman 591), 1968

Kinderbücher
- Heckenrosensommer, 1990
- Der Fisch vor der Tür, 1994
- Die Rache der Raben (zusammen mit Frederik Hetmann), 1995

Jugendbücher
- Colombian Connection, 1979
- Noah, 1983
- Zeitsprung (zusammen mit Frederik Hetmann), 1984
- Schöne Grüße aus der Zukunft (zusammen mit Frederik Hetmann), 1991
- Die Falle, 1991
- Kristian Menschenhelfer (zusammen mit Frederik Hetmann), 1993
- Die Nacht, die kein Ende nahm (zusammen mit Frederik Hetmann), 1994
- Giovanni, Aysche und andere (zusammen mit Ingrid Röbbelen), 1995
- Auf Crash-Kurs (zusammen mit Ingrid Röbbelen), 1995
- Der Einsatz, 1996
- Das Pferd ohne Reiter (zusammen mit Frederik Hetmann), 1997
- Eine Liebe in Nagasaki (zusammen mit Frederik Hetmann), 1998
- Wehe, du sagst was, 2000
- White Angel, 2000
- Dichter leben – von Grimmelshausen bis Fontane (zusammen mit Frederik Hetmann und Ingrid Röbbelen), 2000
- Dichter leben – von Rilke bis Grass (zusammen mit Frederik Hetmann und Ingrid Röbbelen), 2001
- Jana und Ben oder Der Traum vom großen Geld, 2003
- Party – alles inklusive, 2004
- Mitschuldig? Die Geschichte eines Amoklaufs, 2005
- Der Amsterdam-Trip, 2006
- Dichter leben – 35 Portraits von Grimmelshausen bis Grass (zusammen mit Frederik Hetmann und Ingrid Röbbelen), 2008
- Das Camp – Albtraum Bootcamp, 2010
- Feierlaune – Eine Facebook-Party, 2013

Hörspiele
- Die Nacht, die kein Ende nahm, 1996
- Kurzschluss, 1997
- Die Band, 2002
- Das einsame Haus, 2006

Übersetzungen
- Leonardo Wild: Unemotion, 1996
- Janet Tashjian: Tage mit Eddy (Tru Confessions), 1999
- Paul Many: Wie im falschen Film (My Life, Take Two), 2001